# Li Ye (pattinatore)
Li Ye (in cinese: 李野; 26 dicembre 1983) è un ex pattinatore di short track cinese.

## Palmarès

### Olimpiadi
- 1 medaglia:
  - 1 bronzo (5000 m staffetta a Salt Lake City 2002).

### Giochi asiatici
- 5 medaglie
  - 3 argenti (1000 m e 5000 m staffetta ad Aomori 2003 e 5000 m staffetta a Changchun 2007).
  - 2 bronzi (500 m e 1500 m a Changchun 2007).